# Karl Shell
Karl Shell (nacido el 10 de mayo de 1938) es un importante economista teórico estadounidense, especializado en macroeconomía y economía monetaria.
Shell de graduó en 1960 por la Universidad de Princeton y el doctorado en 1965, por la Universidad de Stanford, donde recibió clases de los premios Nobel Kenneth Arrow y Hirofumi Uzawa. En la actualidad es profesor en la Universidad de Cornell, aunque anteriormente trabajó en el MIT y en la Universidad de Pensilvania.
Shell ha sido editor del Journal of Economic Theory, una de las revistas científicas más importantes en economía, desde su creación en 1968.

## Contribuciones a la economía
Aunque ha publicado artículos sobre numerosos temas, es fundamentalmente conocido por sus contribuciones en tres áreas:
- Entre 1966 y 1973, Shell publicó tres artículos sobre innovación, rendimientos crecientes a escala, organización industrial y crecimiento económico. Estas contribuciones fueron importantes en su momento, y han tenido una gran influencia en la "nueva teoría del crecimiento". Entre otros, Paul Romer ha citado frecuentemente el trabajo de Shell, utilizándolo como base para sus artículos sobre crecimiento económico endógeno.

- Shell también hizo contribuciones importantes a la literatura sobre generaciones solapadas (siendo, posiblemente, el primero en utilizar dicho nombre). Dicho modelo es ahora un modelo básico en la macroeconomía moderna y en la economía monetaria.

- Finalmente, Karl Shell fue el creador (junto a David Cass) del concepto de equilibrio de manchas solares ("sunspot equilibrium"), en el que entre los diversos equilibrios posibles, los agentes se coordinan hasta alcanzar uno de ellos.

## Publicaciones
- "Toward A Theory of Inventive Activity and Capital Accumulation", Karl Shell - The American Economic Review, 1966
- "The Overlapping-Generations Model, I: The Case of Pure Exchange without Money", Yves Balasko y Karl Shell - Journal of Economic Theory, 1980
- "The Overlapping-Generations Model, II: The Case of Pure Exchange with Money", Yves Balasko y Karl Shell - Journal of Economic Theory, 1981
- "Do Sunspots Matter?", David Cass y Karl Shell - The Journal of Political Economy, 1983